# 부산동여자고등학교
부산동여자고등학교(釜山東女子高等學校)는 대한민국 부산광역시 수영구 남천동에 있는 공립 고등학교이다.

## 학교 연혁
- 1967년 1월 4일 : 부산 수영종합고등학교 설립인가
- 1967년 3월 20일 : 제1학년 입학식(개교)
- 1967년 3월 29일 : 초대 구용현 교장 취임
- 1970년 2월 24일 : 제1회 졸업식
- 1973년 3월 1일 : 부산 동여자고등학교로 교명 변경
- 1980년 11월 5일 : 부산시 수영구 남천동 산 31번지 현 교사로 이전
- 2005년 10월 21일 : 교육인적자원부 지정(2004.3-2006.2) 교육과정 정책 연구학교 운영 발표
- 2008년 11월 27일 : 부산광역시교육청지정(2008.3-2009.2) 교내자율장학 정책 연구학교 발표
- 2010년 2월 17일 : 한슬마루 II 구축
- 2011년 5월 7일 : 학교식당 준공
- 2011년 5월 7일 : 한슬마루 I 구축
- 2024년 9월 1일 : 제25대 김혜선 교장 취임
- 2024년 12월 27일 : 제56회 졸업식(168명) 졸업생 누계 25,611명
- 2025년 3월 4일 : 제59회 입학식 172명

## 참고 자료
- 부산동여자고등학교 - 한국교육학술정보원 학교알리미